# Matija Gubec (opera)
Matija Gubec je narodna opera v petih dejanjih slovenskega skladatelja Rista Savina. Libreto je spisal sam ter ob pomoči Frana Roša po zgodovinskem delu Josipa Grudna Zgodovina slovenskega naroda.
Idejo za opero je Savin dobil že v času svojega službovanja v Varaždinu, ko je spoznaval tamkajšnjo zgodovino, ljudi, kraje in običaje. Do realizacije koncepta pa je prišlo kasneje, in sicer zaradi bližajoče se 350. obletnice smrti kmečkega vodje.
Skladatelj je opero komponiral v času med decembrom 1922 in avgustom 1923. Vsebina opere se tesno oklepa zgodovine. Osebe, ki nastopajo, in dejanja so zgodovinska, samo lik Joška je izmišljen, izmišljen pa je tudi spor med Gubcem in Gregoričem.
Krstna predstava je bila na odru ljubljanske Opere 30. septembra 1936 pod dirigentskim vodstvom Danila Švare in režijo Osipa Šesta. Zadnjič je bila opera v Ljubljani uprizorjena ob 400-letnici slovensko-hrvaškega kmečkega upora leta 1973.

## Osebe
- Matija Gubec - bariton
- Andrija Pasanec - bas
- Ilija Gregorič - tenor
- Gjuro Mogajič - tenor
- Toma Mačkomelj - bariton
- Kapetan Kupinič - tenor
- Pavel Jurkovič - bas
- Mara, žena Jurkovičeva - alt
- Jana, njuna hči- mezzosopran
- Joško, godec - bariton
- Ferenc Tachy, gospod Susedgrajski - bas
- Kašpar Alapič, gospod Turopoljski, podban
- Peter Bošnjak
- Sodnik
- Prvi hlapec
- Drugi hlapec
- Kmetica
- Kmetje, kmetice, hlapci, vojaki in godci.

## Vsebina
Godi se v času od 1572 do 1573.

### Prvo dejanje
Sejem v Brdovcu, v daljavi se vidi Tachyjev Susedgrad.
Pred Jurkovičevo krčmo so zbrani kmetje, med njimi so Gubec, Pasanec in Gregorič; pri kozarcu vina se razburjajo nad krivicami, ki jih morajo trpeti. Vmes igrajo godci kolo. Jure Mogajič pleše s svojo nevesto, lepo Jano, krčmarjevo hčerko. Nenadoma se pojavi na sejmu sam Tachy, hlapci mu napravijo prostor, in se sestane z Gubcem. Jana ga očara, njen ženin mu je vsled tega v napoto, zato ga hoče spraviti med vojake proti Turkom, čeprav je Jure Mogajič svoboden kmet. Ta nova Tachijeva drznost razburi kmete. Ob revolucionarni pesmi, ki jo zapoje Matija Gubec, vzplamti pri kmetih silen odpor proti plemiškim tiranom, samo boječ Jurkovič se ne razvname in skuša kmete pomiriti. Ker dekleta nočejo plesati s Tachyjevimi hlapci, ukaže Tachy razgnati množico, ki pa se le z odporom in s pritajenim gnevom umakne. Vsi se razidejo. 
Jure Mogajič se pozneje vrne k oknu svoje ljubice Jane, kjer si izpovesta ljubezen. Grajski hlapci pa prežijo na Mogajiča in ko odhaja od svoje ljubice, ga zvežejo in odvedejo v noč.

### Drugo dejanje
Grajsko dvorišče na Susedgradu.
Tachyjevi stražarji pričakujejo tlačane, ki morajo priti na delo, med tem pa se pomenkujejo o dekletih, predvsem pa o Jani. V skrbeh za svojega ženina prehiti Jana ostale in pride prva na grajsko dvorišče. Ne ve pa, da je njen ženin Mogajič že med graničarji v Kaniži. Nenadoma se pojavi Tachy. Pod pretvezo, da je Mogajič v gradu, zvabi Jano k sebi, za njima se vrata težko zapro. V daljavi se zasliši pesem grabljic. Prvi prihaja Jurkovič, vprašujoč po hčerki. Iz gradu se začuje silen Janin krik na pomoč. Med razjarjenimi kmeti in grajskimi stražarji se vname spopad. Vmes poseže Tachy, ki udari Jurkoviča s korobačem po obrazu, da oslepi. Med tem pride še več kmetov, z njimi je tudi Gubec. Jano, oskrunjeno dekle, privedejo zblaznelo iz gradu. Kmetje udrejo v grad ter ga opustošijo in zažgejo. Iz gradu se vije dim in plamen, kmetje pa kličejo po maščevanju in stari pravdi.

### Tretje dejanje
Zapuščen mlin pri Zaprešiču. Noč.
Matija Gubec zbrane kmete ogovarja, zlasti slepega Jurkoviča in blazno Jano. Na zborovanje pride tudi Mogajič, ki je pobegnil od vojakov. Janina usoda ga zruši, takoj nato pa ga dvigne strast strašne jeze in maščevanja. Gubec stoji na mlinskem kamnu in govori zbranim kmetom. Vsi prisežejo boj tiranom. Andrija Pasanec imenuje Gubca za vodjo/kralja. Med bojnim načrtom se med Gregoričem in Gubcem pojavi nasprotovanje. Gubec in nekateri njegovi pristaši ne odobravajo Gregoričevega načrta, vendar se mu ne zoperstavljajo, da ne bi kršili in rušili enotnosti med kmeti. Jana podeli Gubcu in ostalim zimzelen. Preden se razidejo, zalotijo vohuna Joška. Gubec ga obsodi na vislice, Gregorič pa ga iz nasprotovanja do Gubca reši te kazni in izpusti. Izza jutranje meglice prisije sonce.

### Četrto dejanje
Bojišče na Stubičkem polju.
Ob cerkvi nad Stubičkim poljem pripovedujejo ženske slepemu Jurkoviču, kaj se ta čas dogaja na bojišču. Dolgo se kmetom obeta zmaga. Pri Krškem premagani Kupinič pa prinese novice o porazih kmetov tudi drugod. Prinesejo težko ranjenega Mogajiča. Ženske nosijo možem iz cerkve zadnje strelivo. Kraljevi prapori obkoljujejo kmete. Vohun Joško vodi Alapičeve čete k cerkvi. Slepi Jurkovič sliši prihajajoče, med njimi sluti izdajalca. Mogajič umre, ob njegovem truplu poje blazna Jana, ne da bi spoznala mrtveca. Prvi do njih prispe Joško, ki v spopadu ubije Jurkoviča, maščuje se zanj z njegovo sekiro žena, Janina mati. Tudi ona pade, ko napadejo še vojaki. Podban Alapič in Gubec, ki ga iščejo, se srečata. Da bi rešil kmete, se Gubec sam preda. Zvežejo ga, Pasanec hoče prostovoljno deliti z njim usodo.
Jana s cvetjem oblaga Mogajičevo truplo.

### Peto dejanje
Markov trg v Zagrebu.
Zbrana množica prisostvuje usmrtiti Matije Gubca. Zvonovi pojejo zadnjo pesem. Sodnik glasno bere sodbo, nato izroči krvnikom Gubca in Pasanca. Obsojenca se poslovita. Ko ljudstvo kleče posluša Gubca, za odrom mučijo Pasanca. Gubec moli z ljudstvom očenaš, nato se preda krvnikom. V trenutku smrti preide molitev v himno svobodi. Sodnikov, krvnikov in radovednežev ni videti več. Sredi naroda sedi na prestolu mrtvi Matija Gubec. Med himno se Jana dvigne iz množice in mu prinese v naročju cvetlice. S sklonjeno glavo stopa k mrtvecu, poklekne predenj, k nogam mu položi cvetje in se zgrudi.

## Vir
- Savin, Risto (1928). Kako je nastala opera Matija Gubec. Nova muzika, letnik 1.